# András István Türke
András István Türke HDR, né à Budapest en 1980, est un historien hongrois, politologue et expert en diplomatie et politique de sécurité. Il est professeur adjoint à Université de Szeged, où il enseigne l'histoire contemporaine (Union européenne, Afrique) et les relations internationales. Il est également directeur de Europa Varietas Institute (EUVI, Suisse) où il aborde les questions de sécurité européennes et africaines. Ses postes d'enseignement antérieurs incluent l'université de Pannonie (2013–2015) et l'université nationale de la fonction publique (2015–2016). Il est également membre du CÉRIUM ROP (Réseau de recherche sur les opérations de paix basé à l'université de Montréal).
Il obtient son doctorat en histoire des relations internationales de l'université Sorbonne-Nouvelle, de l'École doctorale 385 et de l'Espace européen contemporain (2008) et a obtient son habilitation (HDR) à l'université de Szeged (2018). Ancien étudiant de Institut des hautes études de défense nationale (IHEDN), il est titulaire de quatre M.A. en histoire, sciences politiques, relations internationales et études européennes. Il a également étudié au Centre international de formation européenne (IEEI) et parle couramment le français, l'anglais et l'allemand.
Il est visiting fellow auprès de l'Institut des études de sécurité de l'Union européenne (EUISS, 2006) ainsi qu'à l'Assemblée de l'Union de l'Europe occidentale, dans le Comité de défense (AWEU, 2008-2011), chercheur associé auprès du Center for Strategic and Defense Studies (dans le cadre du ministère hongrois de la Défense, 2008-2016), boursier-chercheur puis chercheur associé à l'Institut hongrois des affaires internationales (2007-2014).
Türke est spécialisé dans les questions de sécurité et de diplomatie en Europe et en Afrique. Ses analyses traitent la PESC/PSDC et l'industrie de défense de l'Union européenne. Il est expert en géopolitique de l'Afrique subsaharienne et des Balkans occidentaux concernant les enjeux et défis stratégiques et économiques.  

## Publications

### Éditeur
- (hu) A jelenkori Franciaország [« France in Contemporary Times, vol.1 : History, Domestic & Foreign Policy of the Fifth Republic, 1958-2020) »], vol. 1 : Az V. köztársaság története, bel- és külpolitikája, Budapest, L'Harmattan, 2021, p. 407.
- (en) Anna Molnar et Zoltan Galik (ed.), Regional and bilateral relations of the EU, Budapest, Nemzeti Közszolgalati Egyetem, 2018, « The NATO-EU Relations : A strange marriage ».
- (en) From St-Malo to Lisbon - Selected documents of the Common Foreign & Security Policy in Europe (1998-2008), Paris, Europa Varietas Institute & Association Objectif Europe III, Sorbonne Nouvelle, 2013, 655 p..
- (en) From Dunkirk to Amsterdam - Core Documents of the Common Foreign & Security Policy in Europe (1947-1997), Paris, Europa Varietas Institute & Association Objectif Europe III, Sorbonne Nouvelle, 2008, 280 p..
- Stabilité, intégration, coopération et développement - Actes du colloque portant sur les grandes questions de la stabilité et du développement du continent africain, Szeged, Centre universitaire francophone, 2017.

### Auteur
- (en) The Deficiencies, Mistakes and Contradictions of the New EU Foreign and Security Strategy - Evolution or Devolution? From the « Solana Paper » to the « Mogherini Paper », Paris, CERPESC Analyses, 2016, p. 1–87.
- (en) « The Evolution of European Diplomacy in the Balkan Region and the Reasons for the Dissolution of Yugoslavia », CERPESC Analyses, Paris, no spécial,‎ 2016, p. 1–16.
- « Le nouveau nationalisme russe et son impact sur l'extrême-droite et le populisme est-européens », Cahiers des études hongroises et finlandaises : L'Europe à contre-pied : idéologie populiste et extrémisme de droite en Europe centrale et orientale, Paris, CIEH Paris, Sorbonne Nouvelle Paris III,‎ 2015, p. 213–226.
- « La structure de commandement des missions et des opérations de la PSDC : Vers un Quartier Général Européen? », CERPESC Analyses, Paris, CERPESC, no 12/E/02/2010,‎ 2010, p. 1–32.
- « France - OTAN/NATO : Dans le contexte de la Défense européenne (1966-2009) », CERPESC Analyses, Paris, CERPESC, no 09/E/01/2009,‎ 2009, p. 1–63.
- Chistine Manigand, Élisabeth du Réau et Traian Sandu (eds), Frontières et sécurité de l'Europe, Paris, L'Harmattan, 2008, « La crise albanaise en 1997 et l’Opération ALBA. Une occasion manquée ou le précurseur des opérations de la PESD dans les Balkans ? », p. 159–178.
- « La Hongrie et la gestion des problèmes de sécurités et de stabilité à la périphérie de l'Union », dans Temps, espaces, languages - La Hongrie à la croisée des disciplines, t. II, Paris, CIEH & L'Harmattan, coll. « Cahiers d'Études Hongroises » (no 14-2), 2008,, p. 497–504.
- « Soudan - La complexité de la crise du Darfour », CERPESC Analyses, Paris, no 08/AF/03/2008,‎ 2008, p. 1–68.
- La Géopolitique des premières missions de l'Union européenne en Afrique, Paris, L'Harmattan, 2016 (1re éd. 2013), 256 p..
- La Politique européenne de sécurité et de défense (PESD) : Quel bilan après dix ans ? Quelles nouvelles orientations?, Paris, L'Harmattan, 2012, 296 p..
- András István Türke (ed.), Actes du colloque portant sur les grandes questions de la stabilité et du développement du continent africain : Stabilité, intégration, coopération et développement, Szeged, 10-11 novembre 2016, « L'Union européenne et sa stratégie de rétablissement de la paix en Afrique », p. 67–86.
- (en) Vesselin Mintchev, Nikolay Nenovsky et Xavier Richer (ed.), Western Balkans and the European Union : Lessons from past Enlargements, Challenges to Further Integrations, Sofia, University Publishing House “Stopanstvo”, 2015, « Enjeux géopolitiques des premières missions de l’UE dans les Balkans occidentaux », p. 233–241.